# Nucia tuberculosa
Nucia tuberculosa is een krabbensoort uit de familie van de Leucosiidae. De wetenschappelijke naam van de soort is voor het eerst geldig gepubliceerd in 1874 door A. Milne-Edwards.